# World in Flames
World in Flames és un joc de taula del tipus wargame dissenyat per Harry Rowland el 1985 i distribuït per la companyia Australian Design Group on es recrea la Segona Guerra Mundial amb tota la seva amplitud, considerat com un dels millors jocs d'estratègia del segle xx.

## Mecànica del joc
El joc es divideix en torns de 2 mesos i cada un d'aquest en un impuls d'una setmana, depenent de la climatologia el torn es pot allargar o reduir; cada vegada que els dos bàndols han jugat, es llança un dau per saber quin tipus de climatologia hi haurà a cada zona climàtica del món per la següent fase, el que permet o impedeix fer algun tipus d'acció i pot reduir la capacitat de moviment i atac de les unitats.
Durant cada impuls el jugador actiu ha de decidir quin tipus de moviment vol realitzar, terrestre, naval, aeri o combinat, el que limita les unitats que poden moure o lluitar, simulant així la capacitat de cada país.
Cada mapa té una escala que pot ser diferent al d'altres zones, a Europa cada hexàgon representa uns 100 km; la unitat bàsica militar és el Cos d'Exèrcit i la Divisió.
El joc contempla moltes regles opcionals, permetent jugar des de les més bàsiques i senzilles fins a la complexió total, incloent l'estratègia política del mòdul Days of Decision.
Encara que el joc estàndard comença al Setembre de 1939, amb la Invasió de Polònia per l'exèrcit alemany, hi ha diferents opcions, podent començar el 1939 amb la Guerra Civil Espanyola o continuar després del 1945 amb els diferents escenaris possibles.

## Importància de la indústria
En gran part, les possibilitats de guanyar el joc es decideix amb el recursos que obté cada país per poder tenir totes les seves fàbriques a ple rendiment, el que permetrà la construcció de més i millors unitats militars.
Al final de cada torn, cada país decideix quin tipus d'unitat vol construir, que poden tenir un termini de fabricació per poder entrar en joc de fins a dos anys, depenent del tipus d'unitat.

## Subministrament
Per cada acció que es vulgui fer amb una unitat, aquesta deu ser capaç de traçar una línia de subministrament cap a una font de subministraments, cosa que provoca que s'hagi de mantenir permanentment el contacte entre la unitat i la font de subministraments.

## Combat
La victòria o derrota a una batalla es decideix majoritàriament pels tipus i la força de les unitats enfrontades, però sempre hi ha un percentatge que depèn en major o menor mesura d'altres factors; al World in Flames, com a la majoria de jocs de taula, això ho decideixen els daus; encara que la importància d'aquests, disminueix quan la proporció entre l'atacant i el defensor és major.

## Nous mòduls
Des de la seva creació s'han dissenyat nous mòduls que amplien els components del joc, arribant a una complexitat màxima per aquest tipus de wargame:
- America in Flames
- Days of Decision III
- Patton in Flames
- Carrier Planes in Flames
- Cruisers in Flames
- Convoys in Flames
- Khaki in Flames